# Contre-la-montre masculin aux championnats du monde de cyclisme sur route 2024
Le contre-la-montre masculin aux championnats du monde de cyclisme sur route 2024 a lieu le dimanche 22 septembre 2024 entre Zurich-Oerlikon et Zurich, en Suisse, sur une distance de 46,1 kilomètres.

## Parcours
Partant d'Oerlikon, un quartier nord de la ville de Zurich, le parcours s'oriente globalement vers le sud-est et les rives du lac de Greifen par un tracé relativement plat pendant les 22 premiers kilomètres. Par la suite, les coureurs entament la montée de 2 kilomètres du Pfannenstiel, une pente moyenne autour des 6 %. Après la descente vers le lac de Zurich, le parcours longe ce lac vers le nord-ouest par une douzaine de kilomètres plats pour rejoindre Zurich. Les coureurs parcourent 46,1 km pour un dénivelé positif de 413 mètres.

## Favoris
Le Belge Remco Evenepoel, tenant du titre et champion olympique du chrono à Paris, est le grand favori de ce contre-la-montre d'autant que la bosse en milieu de parcours pourrait lui être favorable. Ses deux dauphins des championnats du monde de 2023, l'Italien Filippo Ganna et le Britannique Joshua Tarling sont ses principaux adversaires. Deux autres coureurs en forme peuvent aussi faire figures de favoris : l'Italien Edoardo Affini, le surprenant vainqueur des championnats d'Europe onze jours auparavant et le Suisse Stefan Küng, deuxième de ces championnats et vainqueur de la dernière étape courue contre-la-montre au Tour d'Espagne. Parmi les outsiders, on peut citer l'Italien Mattia Cattaneo, l'Américain Brandon McNulty, le Britannique Magnus Sheffield, le Portugais João Almeida, le Suisse Stefan Bissegger, le Slovène Primož Roglič, l'Australien Jay Vine et le Belge Victor Campenaerts.

## Récit de la course
59 participants de 41 pays sont au départ. Pour le titre, on assiste à un duel entre les deux derniers partants, l'ancien double champion du monde Filippo Ganna et le tenant du titre et champion olympique Remco Evenepoel. Après le troisième temps intermédiaire, Evenepoel mène avec 19 secondes. Sur le dernier tronçon plat le long du lac de Zurich, Ganna rattrape une partie de son retard, mais s'incline pour 6 secondes. Edoardo Affini, devenu champion d'Europe une semaine plus tôt, complète le podium. Jay Vine qui occupe la troisième place au deuxième temps intermédiaire, tombe dans la descente vers le lac de Zurich. Il poursuit son parcours, en sang et termine à la cinquième place.

## Classement
| \| Classement général \| Classement général \| Classement général \| Classement général \| Classement général \| \| Coureur \| Coureur \| Pays \| Équipe \| Temps \| \| ------------------ \| ------------------ \| ------------------ \| ------------------ \| ------------------ \| \| 1er \| Remco Evenepoel \| Belgique \| Belgique \| 53 min 01 s \| \| 2e \| Filippo Ganna \| Italie \| Italie \| + 6 s \| \| 3e \| Edoardo Affini \| Italie \| Italie \| + 54 s \| \| 4e \| Joshua Tarling \| Royaume-Uni \| Grande-Bretagne \| + 1 min 17 s \| \| 5e \| Jay Vine \| Australie \| Australie \| + 1 min 24 s \| \| 6e \| Kasper Asgreen \| Danemark \| Danemark \| + 1 min 38 s \| \| 7e \| Tobias Foss \| Norvège \| Norvège \| + 1 min 44 s \| \| 8e \| Stefan Küng \| Suisse \| Suisse \| + 1 min 48 s \| \| 9e \| Victor Campenaerts \| Belgique \| Belgique \| + 1 min 55 s \| \| 10e \| Brandon McNulty \| États-Unis \| États-Unis \| + 1 min 58 s \| \| 11e \| Bruno Armirail \| France \| France \| + 2 min 04 s \| \| 12e \| Primož Roglič \| Slovénie \| Slovénie \| + 2 min 06 s \| \| 13e \| Magnus Sheffield \| États-Unis \| États-Unis \| + 2 min 08 s \| \| 14e \| Mikkel Bjerg \| Danemark \| Danemark \| + 2 min 13 s \| \| 15e \| Nélson Oliveira \| Portugal \| Portugal \| + 2 min 35 s \| \| 16e \| Søren Wærenskjold \| Norvège \| Norvège \| + 2 min 40 s \| \| 17e \| Daan Hoole \| Pays-Bas \| Pays-Bas \| + 2 min 43 s \| \| 18e \| Walter Vargas \| Colombie \| Colombie \| + 2 min 55 s \| \| 19e \| Pier-André Côté \| Canada \| Canada \| + 2 min 58 s \| \| 20e \| Miguel Heidemann \| Allemagne \| Allemagne \| + 3 min 04 s \| |                    |             |                 |              |
| |                    |             |                 |              |
| |                    |             |                 |              |
| Classement général |                    |             |                 |              |
| Coureur | Coureur            | Pays        | Équipe          | Temps        |
| 1er | Remco Evenepoel    | Belgique    | Belgique        | 53 min 01 s  |
| 2e | Filippo Ganna      | Italie      | Italie          | + 6 s        |
| 3e | Edoardo Affini     | Italie      | Italie          | + 54 s       |
| 4e | Joshua Tarling     | Royaume-Uni | Grande-Bretagne | + 1 min 17 s |
| 5e | Jay Vine           | Australie   | Australie       | + 1 min 24 s |
| 6e | Kasper Asgreen     | Danemark    | Danemark        | + 1 min 38 s |
| 7e | Tobias Foss        | Norvège     | Norvège         | + 1 min 44 s |
| 8e | Stefan Küng        | Suisse      | Suisse          | + 1 min 48 s |
| 9e | Victor Campenaerts | Belgique    | Belgique        | + 1 min 55 s |
| 10e | Brandon McNulty    | États-Unis  | États-Unis      | + 1 min 58 s |
| 11e | Bruno Armirail     | France      | France          | + 2 min 04 s |
| 12e | Primož Roglič      | Slovénie    | Slovénie        | + 2 min 06 s |
| 13e | Magnus Sheffield   | États-Unis  | États-Unis      | + 2 min 08 s |
| 14e | Mikkel Bjerg       | Danemark    | Danemark        | + 2 min 13 s |
| 15e | Nélson Oliveira    | Portugal    | Portugal        | + 2 min 35 s |
| 16e | Søren Wærenskjold  | Norvège     | Norvège         | + 2 min 40 s |
| 17e | Daan Hoole         | Pays-Bas    | Pays-Bas        | + 2 min 43 s |
| 18e | Walter Vargas      | Colombie    | Colombie        | + 2 min 55 s |
| 19e | Pier-André Côté    | Canada      | Canada          | + 2 min 58 s |
| 20e | Miguel Heidemann   | Allemagne   | Allemagne       | + 3 min 04 s |

## Liste des participants
| Belgique BEL | Belgique BEL             | Belgique BEL |
| ------------ | ------------------------ | ------------ |
| Num          | Coureur                  | Pos          |
| 1            | Remco Evenepoel (chrono) | 1er          |

| Italie ITA | Italie ITA    | Italie ITA |
| ---------- | ------------- | ---------- |
| Num        | Coureur       | Pos        |
| 2          | Filippo Ganna | 2e         |

| Slovénie SLO | Slovénie SLO  | Slovénie SLO |
| ------------ | ------------- | ------------ |
| Num          | Coureur       | Pos          |
| 3            | Primož Roglič | 12e          |

| États-Unis USA | États-Unis USA  | États-Unis USA |
| -------------- | --------------- | -------------- |
| Num            | Coureur         | Pos            |
| 4              | Brandon McNulty | 10e            |

| Grande-Bretagne GBR | Grande-Bretagne GBR | Grande-Bretagne GBR |
| ------------------- | ------------------- | ------------------- |
| Num                 | Coureur             | Pos                 |
| 5                   | Joshua Tarling      | 4e                  |

| Suisse SUI | Suisse SUI  | Suisse SUI |
| ---------- | ----------- | ---------- |
| Num        | Coureur     | Pos        |
| 6          | Stefan Küng | 8e         |

| Australie AUS | Australie AUS | Australie AUS |
| ------------- | ------------- | ------------- |
| Num           | Coureur       | Pos           |
| 7             | Jay Vine      | 5e            |

| France FRA | France FRA     | France FRA |
| ---------- | -------------- | ---------- |
| Num        | Coureur        | Pos        |
| 8          | Bruno Armirail | 11e        |

| Espagne ESP | Espagne ESP        | Espagne ESP |
| ----------- | ------------------ | ----------- |
| Num         | Coureur            | Pos         |
| 9           | Raúl García Pierna | 26e         |

| Danemark DEN | Danemark DEN | Danemark DEN |
| ------------ | ------------ | ------------ |
| Num          | Coureur      | Pos          |
| 10           | Mikkel Bjerg | 14e          |

| Colombie COL | Colombie COL  | Colombie COL |
| ------------ | ------------- | ------------ |
| Num          | Coureur       | Pos          |
| 11           | Walter Vargas | 18e          |

| Pays-Bas NED | Pays-Bas NED | Pays-Bas NED |
| ------------ | ------------ | ------------ |
| Num          | Coureur      | Pos          |
| 12           | Daan Hoole   | 17e          |

| Portugal POR | Portugal POR | Portugal POR |
| ------------ | ------------ | ------------ |
| Num          | Coureur      | Pos          |
| 13           | João Almeida | 24e          |

| Kazakhstan KAZ | Kazakhstan KAZ   | Kazakhstan KAZ |
| -------------- | ---------------- | -------------- |
| Num            | Coureur          | Pos            |
| 14             | Yevgeniy Fedorov | 30e            |

| Tchéquie CZE | Tchéquie CZE  | Tchéquie CZE |
| ------------ | ------------- | ------------ |
| Num          | Coureur       | Pos          |
| 15           | Mathias Vacek | 27e          |

| Norvège NOR | Norvège NOR | Norvège NOR |
| ----------- | ----------- | ----------- |
| Num         | Coureur     | Pos         |
| 16          | Tobias Foss | 7e          |

| Allemagne GER | Allemagne GER         | Allemagne GER |
| ------------- | --------------------- | ------------- |
| Num           | Coureur               | Pos           |
| 17            | Maximilian Schachmann | 23e           |

| Belgique BEL | Belgique BEL       | Belgique BEL |
| ------------ | ------------------ | ------------ |
| Num          | Coureur            | Pos          |
| 18           | Victor Campenaerts | 9e           |

| Italie ITA | Italie ITA     | Italie ITA |
| ---------- | -------------- | ---------- |
| Num        | Coureur        | Pos        |
| 19         | Edoardo Affini | 3e         |

| États-Unis USA | États-Unis USA   | États-Unis USA |
| -------------- | ---------------- | -------------- |
| Num            | Coureur          | Pos            |
| 20             | Magnus Sheffield | 13e            |

| Danemark DEN | Danemark DEN   | Danemark DEN |
| ------------ | -------------- | ------------ |
| Num          | Coureur        | Pos          |
| 21           | Kasper Asgreen | 6e           |

| Suisse SUI | Suisse SUI       | Suisse SUI |
| ---------- | ---------------- | ---------- |
| Num        | Coureur          | Pos        |
| 22         | Stefan Bissegger | 29e        |

| Portugal POR | Portugal POR    | Portugal POR |
| ------------ | --------------- | ------------ |
| Num          | Coureur         | Pos          |
| 23           | Nélson Oliveira | 15e          |

| France FRA | France FRA         | France FRA |
| ---------- | ------------------ | ---------- |
| Num        | Coureur            | Pos        |
| 24         | Thibault Guernalec | 21e        |

| Espagne ESP | Espagne ESP      | Espagne ESP |
| ----------- | ---------------- | ----------- |
| Num         | Coureur          | Pos         |
| 25          | David de la Cruz | 25e         |

| Kazakhstan KAZ | Kazakhstan KAZ | Kazakhstan KAZ |
| -------------- | -------------- | -------------- |
| Num            | Coureur        | Pos            |
| 26             | Igor Chzhan    | 43e            |

| Allemagne GER | Allemagne GER    | Allemagne GER |
| ------------- | ---------------- | ------------- |
| Num           | Coureur          | Pos           |
| 27            | Miguel Heidemann | 20e           |

| Norvège NOR | Norvège NOR       | Norvège NOR |
| ----------- | ----------------- | ----------- |
| Num         | Coureur           | Pos         |
| 28          | Søren Wærenskjold | 16e         |

| Chine CHN | Chine CHN      | Chine CHN |
| --------- | -------------- | --------- |
| Num       | Coureur        | Pos       |
| 29        | Miao Chengshuo | 44e       |

| Canada CAN | Canada CAN | Canada CAN |
| ---------- | ---------- | ---------- |
| Num        | Coureur    | Pos        |
| 30         | Derek Gee  | 22e        |

| Chili CHI | Chili CHI      | Chili CHI |
| --------- | -------------- | --------- |
| Num       | Coureur        | Pos       |
| 31        | Carlos Oyarzún | 34e       |

| Bermudes BER | Bermudes BER  | Bermudes BER |
| ------------ | ------------- | ------------ |
| Num          | Coureur       | Pos          |
| 32           | Kaden Hopkins | 32e          |

| Pologne POL | Pologne POL    | Pologne POL |
| ----------- | -------------- | ----------- |
| Num         | Coureur        | Pos         |
| 33          | Filip Maciejuk | 28e         |

| Hongrie HUN | Hongrie HUN   | Hongrie HUN |
| ----------- | ------------- | ----------- |
| Num         | Coureur       | Pos         |
| 34          | Barnabás Peák | 33e         |

| Ukraine UKR | Ukraine UKR    | Ukraine UKR |
| ----------- | -------------- | ----------- |
| Num         | Coureur        | Pos         |
| 35          | Vitaliy Hryniv | 35e         |

| Brésil BRA | Brésil BRA   | Brésil BRA |
| ---------- | ------------ | ---------- |
| Num        | Coureur      | Pos        |
| 36         | Diego Mendes | 48e        |

| Chypre CYP | Chypre CYP        | Chypre CYP |
| ---------- | ----------------- | ---------- |
| Num        | Coureur           | Pos        |
| 37         | Andréas Miltiádis | 31e        |

| Guatemala GUA | Guatemala GUA | Guatemala GUA |
| ------------- | ------------- | ------------- |
| Num           | Coureur       | Pos           |
| 38            | Sergio Chumil | 41e           |

| Serbie SRB | Serbie SRB  | Serbie SRB |
| ---------- | ----------- | ---------- |
| Num        | Coureur     | Pos        |
| 39         | Ognjen Ilić | 40e        |

| Belize BIZ | Belize BIZ    | Belize BIZ |
| ---------- | ------------- | ---------- |
| Num        | Coureur       | Pos        |
| 40         | Cory Williams | 49e        |

| Bulgarie BUL | Bulgarie BUL   | Bulgarie BUL |
| ------------ | -------------- | ------------ |
| Num          | Coureur        | Pos          |
| 41           | Martin Papanov | 46e          |

| Paraguay PAR | Paraguay PAR      | Paraguay PAR |
| ------------ | ----------------- | ------------ |
| Num          | Coureur           | Pos          |
| 42           | Francisco Riveros | 55e          |

| Honduras HON | Honduras HON | Honduras HON |
| ------------ | ------------ | ------------ |
| Num          | Coureur      | Pos          |
| 43           | Fredd Matute | 54e          |

| Estonie EST | Estonie EST    | Estonie EST |
| ----------- | -------------- | ----------- |
| Num         | Coureur        | Pos         |
| 44          | Taavi Kannimae | 45e         |

| Guam GUM | Guam GUM         | Guam GUM |
| -------- | ---------------- | -------- |
| Num      | Coureur          | Pos      |
| 45       | Edward Oingerang | 58e      |

| Qatar QAT | Qatar QAT        | Qatar QAT |
| --------- | ---------------- | --------- |
| Num       | Coureur          | Pos       |
| 47        | Fadhel Al Khater | 52e       |

| Réfugiés REF | Réfugiés REF | Réfugiés REF |
| ------------ | ------------ | ------------ |
| Num          | Coureur      | Pos          |
| 48           | Amir Ansari  | 42e          |

| Tanzanie TAN | Tanzanie TAN   | Tanzanie TAN |
| ------------ | -------------- | ------------ |
| Num          | Coureur        | Pos          |
| 49           | Richard Laizer | 51e          |

| Canada CAN | Canada CAN      | Canada CAN |
| ---------- | --------------- | ---------- |
| Num        | Coureur         | Pos        |
| 50         | Pier-André Côté | 19e        |

| Bermudes BER | Bermudes BER | Bermudes BER |
| ------------ | ------------ | ------------ |
| Num          | Coureur      | Pos          |
| 51           | Conor White  | 39e          |

| Hongrie HUN | Hongrie HUN   | Hongrie HUN |
| ----------- | ------------- | ----------- |
| Num         | Coureur       | Pos         |
| 52          | János Pelikán | 36e         |

| Mongolie MGL | Mongolie MGL          | Mongolie MGL |
| ------------ | --------------------- | ------------ |
| Num          | Coureur               | Pos          |
| 53           | Tegshbayar Batsaikhan | 37e          |

| Bulgarie BUL | Bulgarie BUL | Bulgarie BUL |
| ------------ | ------------ | ------------ |
| Num          | Coureur      | Pos          |
| 54           | Emil Stoynev | 50e          |

| Ghana GHA | Ghana GHA           | Ghana GHA |
| --------- | ------------------- | --------- |
| Num       | Coureur             | Pos       |
| 55        | Christopher Symonds | 59e       |

| Réfugiés REF | Réfugiés REF | Réfugiés REF |
| ------------ | ------------ | ------------ |
| Num          | Coureur      | Pos          |
| 58           | Ahmad Wais   | 47e          |

| Ouganda UGA | Ouganda UGA    | Ouganda UGA |
| ----------- | -------------- | ----------- |
| Num         | Coureur        | Pos         |
| 59          | Charles Kagimu | 38e         |

| Belgique BEL | Belgique BEL             | Belgique BEL |
| ------------ | ------------------------ | ------------ |
| Num          | Coureur                  | Pos          |
| 1            | Remco Evenepoel (chrono) | 1er          |

| Italie ITA | Italie ITA    | Italie ITA |
| ---------- | ------------- | ---------- |
| Num        | Coureur       | Pos        |
| 2          | Filippo Ganna | 2e         |

| Slovénie SLO | Slovénie SLO  | Slovénie SLO |
| ------------ | ------------- | ------------ |
| Num          | Coureur       | Pos          |
| 3            | Primož Roglič | 12e          |

| États-Unis USA | États-Unis USA  | États-Unis USA |
| -------------- | --------------- | -------------- |
| Num            | Coureur         | Pos            |
| 4              | Brandon McNulty | 10e            |

| Grande-Bretagne GBR | Grande-Bretagne GBR | Grande-Bretagne GBR |
| ------------------- | ------------------- | ------------------- |
| Num                 | Coureur             | Pos                 |
| 5                   | Joshua Tarling      | 4e                  |

| Suisse SUI | Suisse SUI  | Suisse SUI |
| ---------- | ----------- | ---------- |
| Num        | Coureur     | Pos        |
| 6          | Stefan Küng | 8e         |

| Australie AUS | Australie AUS | Australie AUS |
| ------------- | ------------- | ------------- |
| Num           | Coureur       | Pos           |
| 7             | Jay Vine      | 5e            |

| France FRA | France FRA     | France FRA |
| ---------- | -------------- | ---------- |
| Num        | Coureur        | Pos        |
| 8          | Bruno Armirail | 11e        |

| Espagne ESP | Espagne ESP        | Espagne ESP |
| ----------- | ------------------ | ----------- |
| Num         | Coureur            | Pos         |
| 9           | Raúl García Pierna | 26e         |

| Danemark DEN | Danemark DEN | Danemark DEN |
| ------------ | ------------ | ------------ |
| Num          | Coureur      | Pos          |
| 10           | Mikkel Bjerg | 14e          |

| Colombie COL | Colombie COL  | Colombie COL |
| ------------ | ------------- | ------------ |
| Num          | Coureur       | Pos          |
| 11           | Walter Vargas | 18e          |

| Pays-Bas NED | Pays-Bas NED | Pays-Bas NED |
| ------------ | ------------ | ------------ |
| Num          | Coureur      | Pos          |
| 12           | Daan Hoole   | 17e          |

| Portugal POR | Portugal POR | Portugal POR |
| ------------ | ------------ | ------------ |
| Num          | Coureur      | Pos          |
| 13           | João Almeida | 24e          |

| Kazakhstan KAZ | Kazakhstan KAZ   | Kazakhstan KAZ |
| -------------- | ---------------- | -------------- |
| Num            | Coureur          | Pos            |
| 14             | Yevgeniy Fedorov | 30e            |

| Tchéquie CZE | Tchéquie CZE  | Tchéquie CZE |
| ------------ | ------------- | ------------ |
| Num          | Coureur       | Pos          |
| 15           | Mathias Vacek | 27e          |

| Norvège NOR | Norvège NOR | Norvège NOR |
| ----------- | ----------- | ----------- |
| Num         | Coureur     | Pos         |
| 16          | Tobias Foss | 7e          |

| Allemagne GER | Allemagne GER         | Allemagne GER |
| ------------- | --------------------- | ------------- |
| Num           | Coureur               | Pos           |
| 17            | Maximilian Schachmann | 23e           |

| Belgique BEL | Belgique BEL       | Belgique BEL |
| ------------ | ------------------ | ------------ |
| Num          | Coureur            | Pos          |
| 18           | Victor Campenaerts | 9e           |

| Italie ITA | Italie ITA     | Italie ITA |
| ---------- | -------------- | ---------- |
| Num        | Coureur        | Pos        |
| 19         | Edoardo Affini | 3e         |

| États-Unis USA | États-Unis USA   | États-Unis USA |
| -------------- | ---------------- | -------------- |
| Num            | Coureur          | Pos            |
| 20             | Magnus Sheffield | 13e            |

| Danemark DEN | Danemark DEN   | Danemark DEN |
| ------------ | -------------- | ------------ |
| Num          | Coureur        | Pos          |
| 21           | Kasper Asgreen | 6e           |

| Suisse SUI | Suisse SUI       | Suisse SUI |
| ---------- | ---------------- | ---------- |
| Num        | Coureur          | Pos        |
| 22         | Stefan Bissegger | 29e        |

| Portugal POR | Portugal POR    | Portugal POR |
| ------------ | --------------- | ------------ |
| Num          | Coureur         | Pos          |
| 23           | Nélson Oliveira | 15e          |

| France FRA | France FRA         | France FRA |
| ---------- | ------------------ | ---------- |
| Num        | Coureur            | Pos        |
| 24         | Thibault Guernalec | 21e        |

| Espagne ESP | Espagne ESP      | Espagne ESP |
| ----------- | ---------------- | ----------- |
| Num         | Coureur          | Pos         |
| 25          | David de la Cruz | 25e         |

| Kazakhstan KAZ | Kazakhstan KAZ | Kazakhstan KAZ |
| -------------- | -------------- | -------------- |
| Num            | Coureur        | Pos            |
| 26             | Igor Chzhan    | 43e            |

| Allemagne GER | Allemagne GER    | Allemagne GER |
| ------------- | ---------------- | ------------- |
| Num           | Coureur          | Pos           |
| 27            | Miguel Heidemann | 20e           |

| Norvège NOR | Norvège NOR       | Norvège NOR |
| ----------- | ----------------- | ----------- |
| Num         | Coureur           | Pos         |
| 28          | Søren Wærenskjold | 16e         |

| Chine CHN | Chine CHN      | Chine CHN |
| --------- | -------------- | --------- |
| Num       | Coureur        | Pos       |
| 29        | Miao Chengshuo | 44e       |

| Canada CAN | Canada CAN | Canada CAN |
| ---------- | ---------- | ---------- |
| Num        | Coureur    | Pos        |
| 30         | Derek Gee  | 22e        |

| Chili CHI | Chili CHI      | Chili CHI |
| --------- | -------------- | --------- |
| Num       | Coureur        | Pos       |
| 31        | Carlos Oyarzún | 34e       |

| Bermudes BER | Bermudes BER  | Bermudes BER |
| ------------ | ------------- | ------------ |
| Num          | Coureur       | Pos          |
| 32           | Kaden Hopkins | 32e          |

| Pologne POL | Pologne POL    | Pologne POL |
| ----------- | -------------- | ----------- |
| Num         | Coureur        | Pos         |
| 33          | Filip Maciejuk | 28e         |

| Hongrie HUN | Hongrie HUN   | Hongrie HUN |
| ----------- | ------------- | ----------- |
| Num         | Coureur       | Pos         |
| 34          | Barnabás Peák | 33e         |

| Ukraine UKR | Ukraine UKR    | Ukraine UKR |
| ----------- | -------------- | ----------- |
| Num         | Coureur        | Pos         |
| 35          | Vitaliy Hryniv | 35e         |

| Brésil BRA | Brésil BRA   | Brésil BRA |
| ---------- | ------------ | ---------- |
| Num        | Coureur      | Pos        |
| 36         | Diego Mendes | 48e        |

| Chypre CYP | Chypre CYP        | Chypre CYP |
| ---------- | ----------------- | ---------- |
| Num        | Coureur           | Pos        |
| 37         | Andréas Miltiádis | 31e        |

| Guatemala GUA | Guatemala GUA | Guatemala GUA |
| ------------- | ------------- | ------------- |
| Num           | Coureur       | Pos           |
| 38            | Sergio Chumil | 41e           |

| Serbie SRB | Serbie SRB  | Serbie SRB |
| ---------- | ----------- | ---------- |
| Num        | Coureur     | Pos        |
| 39         | Ognjen Ilić | 40e        |

| Belize BIZ | Belize BIZ    | Belize BIZ |
| ---------- | ------------- | ---------- |
| Num        | Coureur       | Pos        |
| 40         | Cory Williams | 49e        |

| Bulgarie BUL | Bulgarie BUL   | Bulgarie BUL |
| ------------ | -------------- | ------------ |
| Num          | Coureur        | Pos          |
| 41           | Martin Papanov | 46e          |

| Paraguay PAR | Paraguay PAR      | Paraguay PAR |
| ------------ | ----------------- | ------------ |
| Num          | Coureur           | Pos          |
| 42           | Francisco Riveros | 55e          |

| Honduras HON | Honduras HON | Honduras HON |
| ------------ | ------------ | ------------ |
| Num          | Coureur      | Pos          |
| 43           | Fredd Matute | 54e          |

| Estonie EST | Estonie EST    | Estonie EST |
| ----------- | -------------- | ----------- |
| Num         | Coureur        | Pos         |
| 44          | Taavi Kannimae | 45e         |

| Guam GUM | Guam GUM         | Guam GUM |
| -------- | ---------------- | -------- |
| Num      | Coureur          | Pos      |
| 45       | Edward Oingerang | 58e      |

| Qatar QAT | Qatar QAT        | Qatar QAT |
| --------- | ---------------- | --------- |
| Num       | Coureur          | Pos       |
| 47        | Fadhel Al Khater | 52e       |

| Réfugiés REF | Réfugiés REF | Réfugiés REF |
| ------------ | ------------ | ------------ |
| Num          | Coureur      | Pos          |
| 48           | Amir Ansari  | 42e          |

| Tanzanie TAN | Tanzanie TAN   | Tanzanie TAN |
| ------------ | -------------- | ------------ |
| Num          | Coureur        | Pos          |
| 49           | Richard Laizer | 51e          |

| Canada CAN | Canada CAN      | Canada CAN |
| ---------- | --------------- | ---------- |
| Num        | Coureur         | Pos        |
| 50         | Pier-André Côté | 19e        |

| Bermudes BER | Bermudes BER | Bermudes BER |
| ------------ | ------------ | ------------ |
| Num          | Coureur      | Pos          |
| 51           | Conor White  | 39e          |

| Hongrie HUN | Hongrie HUN   | Hongrie HUN |
| ----------- | ------------- | ----------- |
| Num         | Coureur       | Pos         |
| 52          | János Pelikán | 36e         |

| Mongolie MGL | Mongolie MGL          | Mongolie MGL |
| ------------ | --------------------- | ------------ |
| Num          | Coureur               | Pos          |
| 53           | Tegshbayar Batsaikhan | 37e          |

| Bulgarie BUL | Bulgarie BUL | Bulgarie BUL |
| ------------ | ------------ | ------------ |
| Num          | Coureur      | Pos          |
| 54           | Emil Stoynev | 50e          |

| Ghana GHA | Ghana GHA           | Ghana GHA |
| --------- | ------------------- | --------- |
| Num       | Coureur             | Pos       |
| 55        | Christopher Symonds | 59e       |

| Réfugiés REF | Réfugiés REF | Réfugiés REF |
| ------------ | ------------ | ------------ |
| Num          | Coureur      | Pos          |
| 58           | Ahmad Wais   | 47e          |

| Ouganda UGA | Ouganda UGA    | Ouganda UGA |
| ----------- | -------------- | ----------- |
| Num         | Coureur        | Pos         |
| 59          | Charles Kagimu | 38e         |